# Wahlen zum Repräsentantenhaus der Vereinigten Staaten 1970
Die Wahlen zum Repräsentantenhaus der Vereinigten Staaten 1970 fanden am 3. November 1970 statt. Dabei wurden in den Vereinigten Staaten die Abgeordneten des Repräsentantenhauses gewählt. Die Wahlen waren Teil der allgemeinen Wahlen zum 92. Kongress der Vereinigten Staaten in jenem Jahr, bei denen auch ein Drittel der US-Senatoren gewählt wurden. Da die Wahlen etwa in der Mitte der ersten Amtszeit des republikanischen Präsidenten Richard Nixon stattfanden (Midterm Election), galten sie auch als Votum über die bisherige Politik des Präsidenten.
Die Zahl der zu wählenden Abgeordneten betrug 435. Die Sitzverteilung basierte auf der Volkszählung von 1960.
Bei den Wahlen gewannen die Demokraten 12 Sitze im Vergleich zur letzten Wahl im Jahr 1968. Damit konnten sie mit nun 255 Mandaten ihre absolute Mehrheit ausbauen. Die Republikaner verloren entsprechend 12 Sitze und kamen nun auf 180 Kongressabgeordnete. Wahlkampfthemen waren der unpopuläre Vietnamkrieg und die Rassenunruhen in vielen amerikanischen Städten.

## Wahlergebnis
- Demokratische Partei 255 (243) Sitze
- Republikanische Partei 180 (192) Sitze

Gesamt: 435 (435)
In Klammern sind die Ergebnisse der letzten Wahl zwei Jahre zuvor. Veränderungen im Verlauf der Legislaturperiode, die nicht die Wahlen an sich betreffen, sind bei diesen Zahlen nicht berücksichtigt, werden aber im Artikel über den 92. Kongress im Abschnitt über die Mitglieder des Repräsentantenhauses bei den entsprechenden Namen der Abgeordneten vermerkt. Daher kommt es in den Quellen gelegentlich zu unterschiedlichen Angaben, da manchmal Veränderungen während der Legislaturperiode in die Zahlen eingearbeitet wurden und manchmal nicht. Das angeführte Wahlergebnis basiert auf der unten angeführten Quelle (Party Divisions).

## Weblink
- Party Divisions